# Campillejo
Campillejo es una localidad española del municipio de Campillo de Ranas, perteneciente a la provincia de Guadalajara, en la comunidad autónoma de Castilla-La Mancha. En 2017 contaba con 17 habitantes.

## Geografía

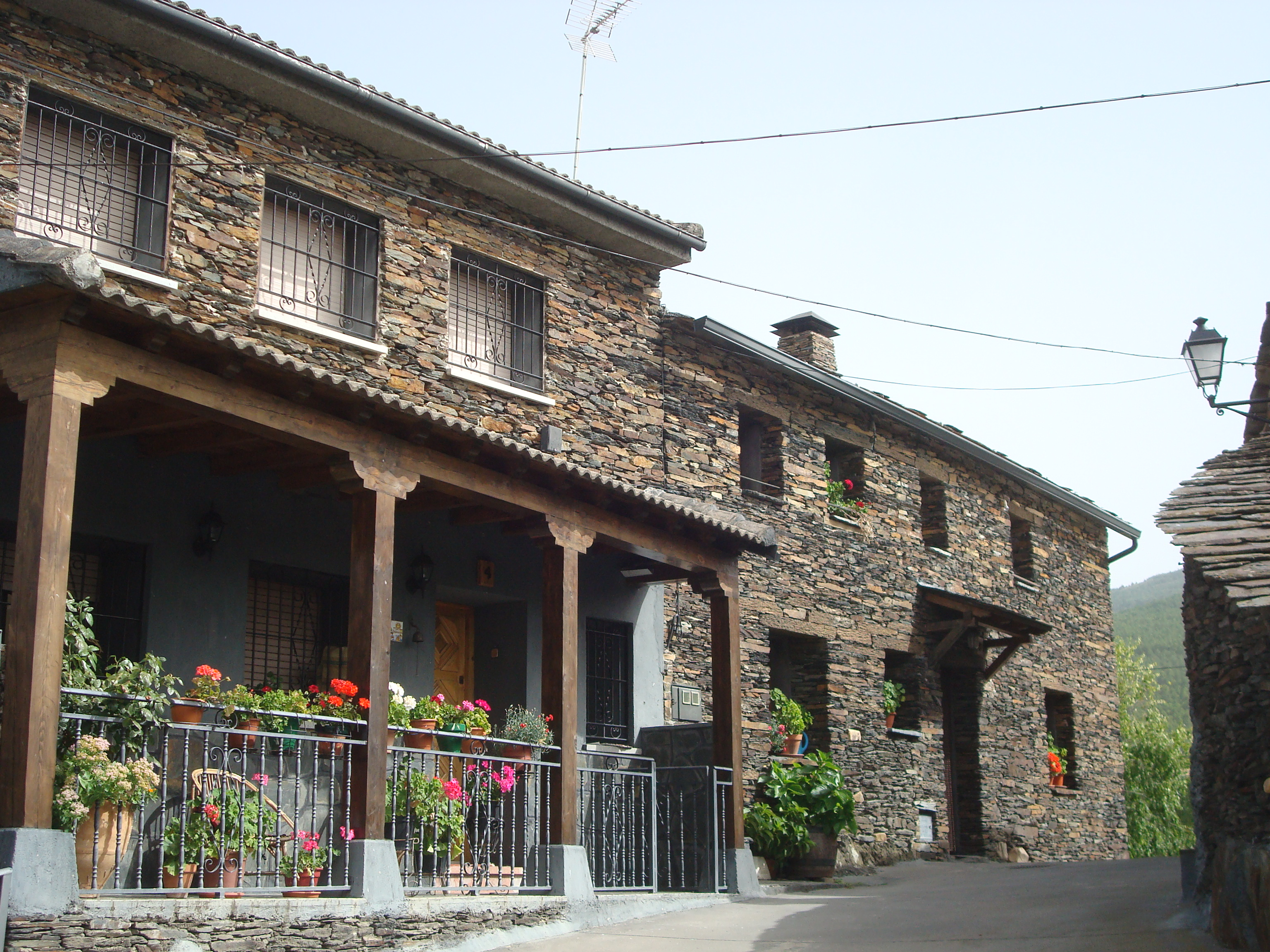
Arquitectura negra

La localidad se ubica al sur de la localidad de Campillo de Ranas. Se encuentra al pie del pico Ocejón, al suroeste de esta montaña.

## Historia
Hacia mediados del siglo XV, la aldea tenía quince casas y una ermita.  Aparece descrita en el quinto volumen del Diccionario geográfico-estadístico-histórico de España y sus posesiones de Ultramar de Pascual Madoz de la siguiente manera:

CAMPILLEJO: ald. en la prov. de Guadalajara, part. jud. de Cogolludo, térm. de Campillo de Ranas, de cuyo pueblo forma parte. (V.) sit. al S. del mismo á la dist. de 1/2 leg. Tiene 15 casas y una ermita (el Patrocinio).
(Madoz, 1846, p. 353)

En 2017 contaba con 17 habitantes.

## Patrimonio
En la localidad existen ejemplos de la denominada arquitectura negra.